# Angélica Escoto
Angélica Escoto (Tijuana, México; 1967) es una fotógrafa y artista mexicana. Vive y trabaja en Baja California donde desarrolla, desde hace más de diez años, un diario visual autobiográfico. Su obra se ha expuesto en diferentes países como Chile, España, Italia, Brasil, Colombia, Argentina, Costa Rica, Guatemala, Cuba, El Salvador, Estados Unidos y México y destaca por el uso del paisaje como parte de la construcción de un lenguaje visual en relación con el ser humano.
Forma parte del Museo de Mujeres de México.
Angélica ha sido acreedora al Premio de Arte San Diego, 2022 SD Art Prize, premio que galardona las artes visuales de regiones fronterizas.

## Trayectoria
Cursó la licenciatura de Periodismo en la Escuela Carlos Septién García, en la Ciudad de México. Posteriormente, realizó trabajo editorial en diversas publicaciones regionales de la República Mexicana.
Su obra se ha publicado en revistas como Tierra Adentro, Replicante, La Casa de las Imágenes y Libro-Agenda Rendija.
Dirige Producciones Mar, en la ciudad de San Diego, California, Estados Unidos. Ha sido parte del jurado del Bienal de Artes Visuales del Noroeste.

## Obra artística
Angélica Escoto utiliza el performance, la fotografía y el texto para reflexionar en torno al paisaje y su relación con el ser humano. Su medio preferencial es la fotografía análoga y el autorretrato, y suele acompañar sus proyectos con textos que ella misma escribe.
En sus proyectos fotográficos, sus hijas y ella se convierten en personajes en el entorno. Sus piezas señalan un realismo poético que se enuncia desde la naturaleza como punto de partida visual y emocional. Las reflexiones del paisaje como percepción, emoción y estética, se suman a un inventario de emociones y sentimientos para explorar su yo interno.
Sus intervenciones en la península de Baja California destacan por las simbologías visuales que hablan sobre el vacío y la ausencia.
Con el mismo interés intimista que demuestra en el desierto, Walk in closet es un proyecto que realiza en paralelo donde realiza un registro de la ropa de segunda mano en los sobre ruedas de Tijuana. Las imágenes señalan la indumentaria como huella arqueológica, símbolo social, anécdota, pose, textura, presencia y espectáculo en el paisaje urbano de la ciudad.
El Centro Cultural Tijuana Cecut, México, conserva la obra de Angélica como parte de su acervo.

## Premios, becas y distinciones
- 2016 Mención honorífica en Nexofoto Concurso Iberoamericano de Fotografía con la obra ‘Las ruinas circulares’[13]
- 2016 Mención honorífica en la XV Bienal de Artes Visuales del Noroeste, México
- 2018 Seleccionada en el Programa de Fotografía Contemporánea Bancomer
- 2019 Seleccionada en el Festival Internacional de la Imagen
- Mención honorífica en la 5.ª Muestra del Paisaje Natural en Baja California, México
- Mención honorífica en la 9.ª Bienal fotográfica de Baja California, México[12]
- 2022 Ganadora del SD Art Prize[4]